# Amt Niepars
Het Amt Niepars is een samenwerkingsverband van 10 gemeenten in het  Landkreis Vorpommern-Rügen in de Duitse deelstaat Mecklenburg-Voor-Pommeren. Het Amt telt 9.653 inwoners. Het bestuurscentrum bevindt zich in  Niepars.

## Gemeenten
1. Groß Kordshagen (310)
2. Jakobsdorf (484)
3. Kummerow ( x)
4. Lüssow (809)
5. Neu Bartelshagen ( x)
6. Niepars * (2.492)
7. Pantelitz (836)
8. Steinhagen (2.687)
9. Wendorf (897)
10. Zarrendorf (1.138)